# Myles Amine
Myles Nazem Amine, född den 14 december 1996 i Dearborn, Michigan, USA är amerikansk-sanmarinsk brottare med dubbelt medborgarskap som tävlar för San Marino då han är fjärde generationens invandrare från San Marino på sin mammas sida. 
Vid olympiska sommarspelen 2020, tog han brons i 86 kg fristil, San Marinos tredje medalj i OS 2020 och genom alla tider. I samma klass tog han även brons i världsmästerskapen i brottning 2023. Vid olympiska sommarspelen 2024 slutade han på femte plats.